# Institut Politècnic i Universitat Estatal de Virgínia

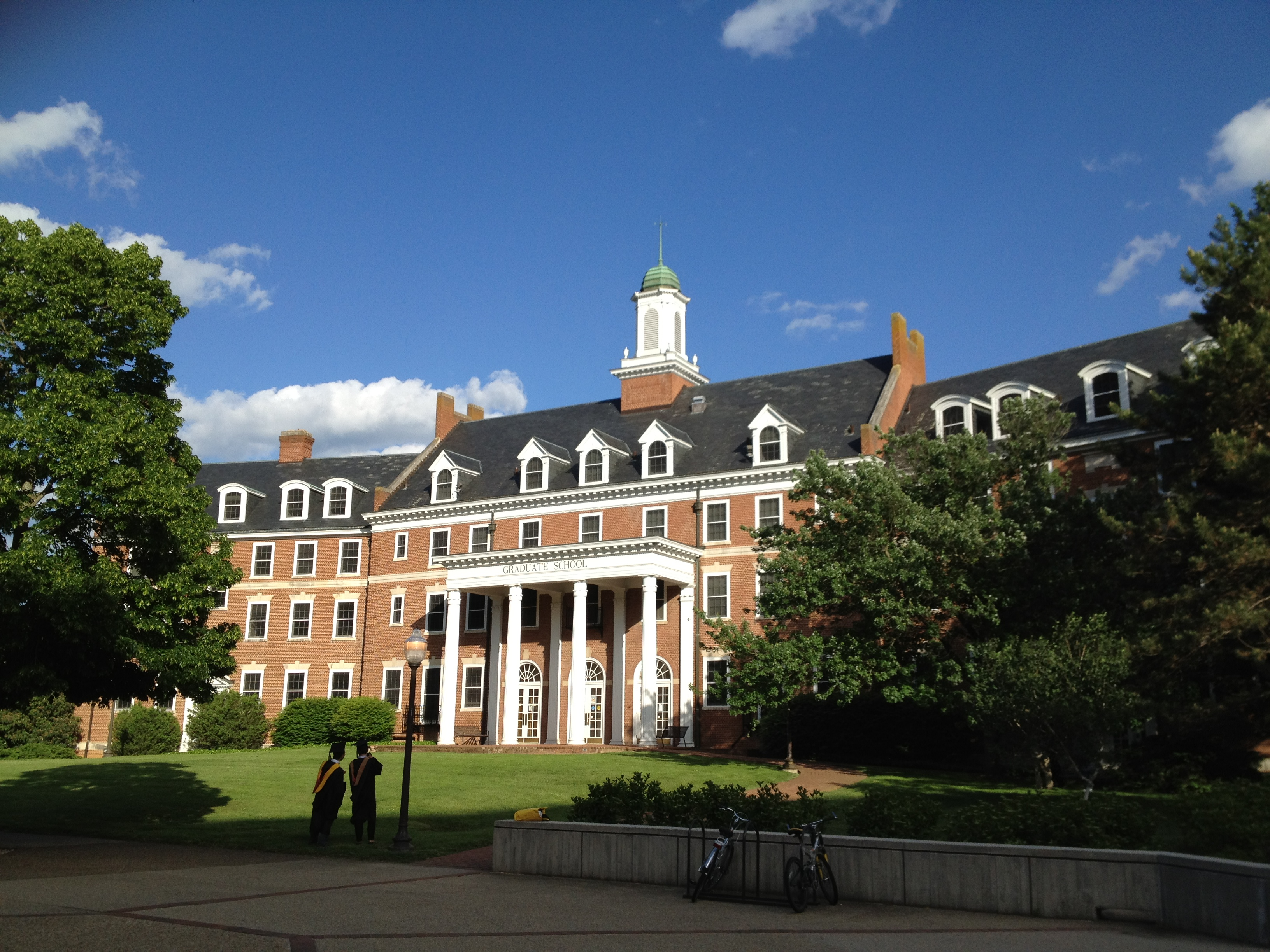
Donaldson-Brown Hall.

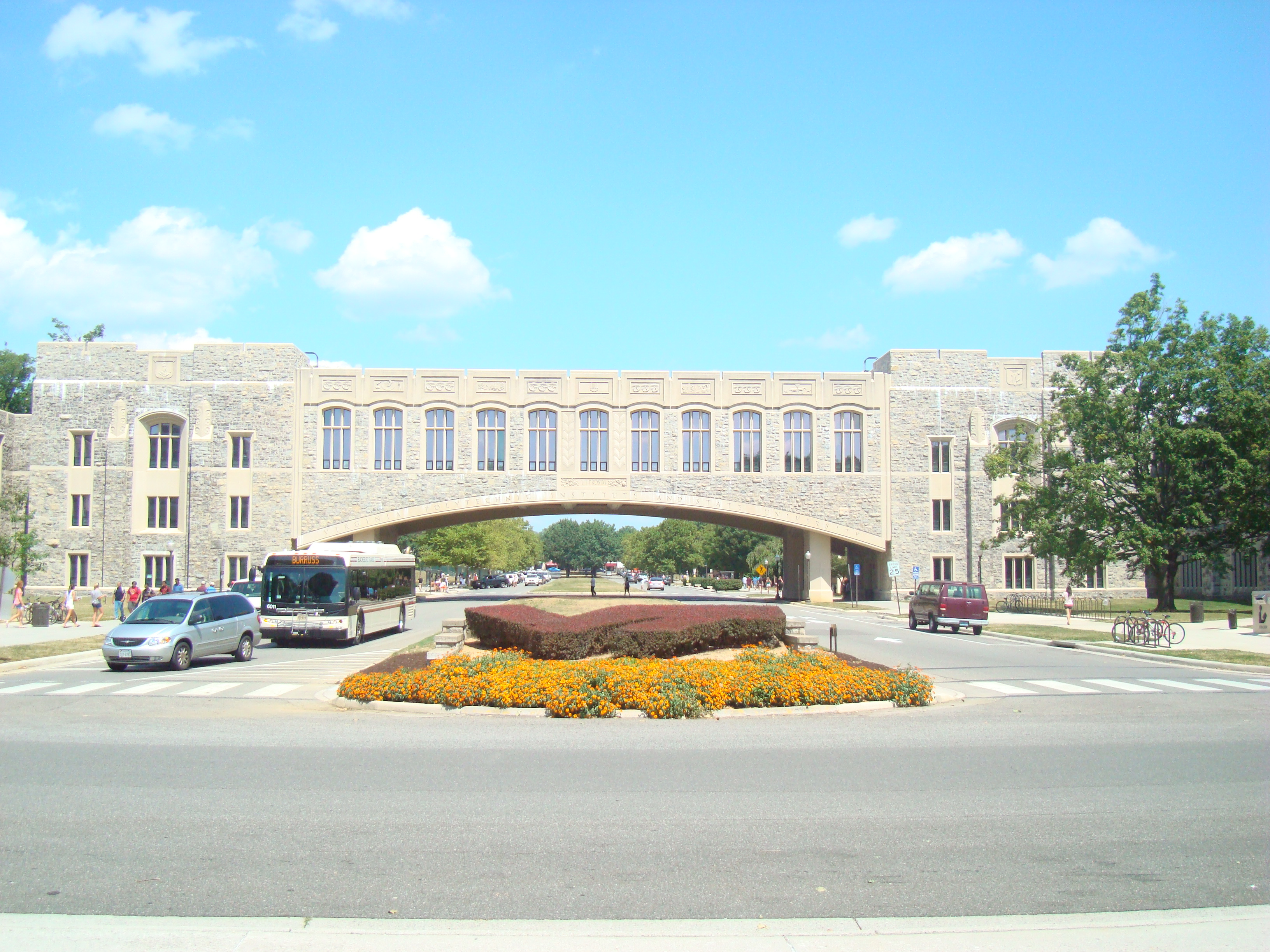
Torgersen Hall.

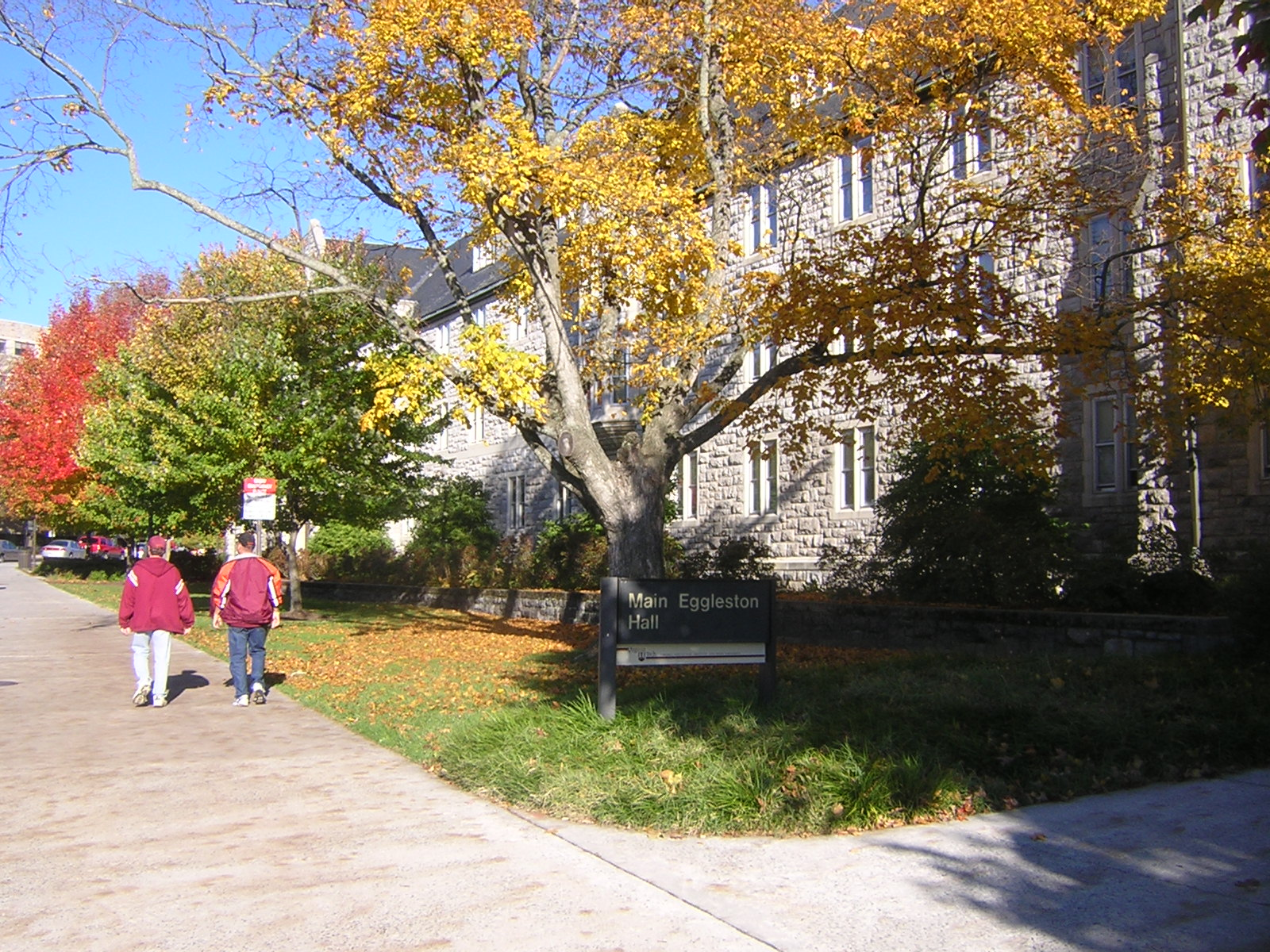
El campus adquireix a la tardor els colors oficials de la universitat en els seus arbres: granat i taronja.

L'Institut Politècnic i Universitat Estatal de Virgínia (en anglès: Virginia Polytechnic Institute and State University) conegut com a Virginia Tech, és una universitat pública situada a Blacksburg (Estats Units). Les seves titulacions en enginyeries, arquitectura, veterinària, administració pública i silvicultura destaquen especialment.

## Història
En 1872 l'Assemblea General de Virgínia va adquirir les propietats d'una petita escola metodista del Comtat de Montgomery cridada Institut Olin i Preston i va fundar l'acadèmia militar Virginia Agricultural and Mechanical College. En 1896 la institució va passar a denominar-se Virginia Agricultural and Mechanical College and Polytechnic Institute, i en 1944 es va canviar a Virginia Polytechnic Institute, adoptant el nom actual de Virginia Polytechnic Institute and State University en 1970.

## Centres docents
Virginia Tech ofereix 225 titulacions: 65 programes de grau i 160 de postgrau (màsters i doctorats) en les seves facultats i escoles.
- Facultat d'Enginyeria (College of Engineering)
- Facultat d'Agricultura i Ciències de la Vida (College of Agriculture and Life Sciences)
- Facultat d'Arquitectura i Estudis Urbans (College of Architecture and Urban Studies)
- Facultat d'Arts Liberals i Ciències Humanes (College of Liberal Arts and Human Sciences)
- Facultat de Negocis Pamplim (Pamplin College of Business)
- Facultat de Medicina Veterinària Regional de Virgínia-Maryland (Virgínia-Maryland Regional College of Veterinary Medicine)
- Facultat de Recursos Naturals i Medi ambient (College of Natural Resources and Environment)
- Escola d'Assumptes Públics i Internacionals (School of Public and International Affairs)
- Centre per a l'Administració i Política Pública (Center for Public Administration and Policy)
- Facultat de Ciència (College of Science)
- Escola d'Enginyeria Biomèdica & Ciències (School of Biomedical Engineering & Sciences)
- Escola de Medicina i Institut de Recerca de Virginia Tech Carilion (Virginia Tech Carilion School of Medicine and Research Institute)

## Campus
El campus de Virginia Tech inclou 130 edificis en aproximadament 2.600 acres de terreny, entre els quals es troben les 29 residències universitàries que alberguen més de 9.000 estudiants. Tots els alumnes de primer any estan obligats a viure al campus.

## Esports
Virginia Tech és una potència esportiva de primer nivell en la Divisió I de la NCAA, on competeix en la Atlantic Coast Conference.

## Massacre en el campus (abril de 2007)
El 16 d'abril de 2007 es va produir una massacre al campus universitari, quan el sud-coreà Seung-Hui Cho va assassinar 32 persones abans de suïcidar-se. Els fets van tenir lloc en la residència West Ambler Johnston Hall i a l'edifici Norris Hall Engineering Building.